# Platycheirus argentatus
Platycheirus argentatus är en tvåvingeart som först beskrevs av Ringdahl 1936.  Platycheirus argentatus ingår i släktet fotblomflugor, och familjen blomflugor.
Artens utbredningsområde är Sverige. Inga underarter finns listade i Catalogue of Life.